# Dendrophylax filiformis
Dendrophylax filiformis  é uma espécie de orquídea, família Orchidaceae, originária de Hispaniola, Haiti, Jamaica e Porto Rico, onde crescem em áreas bastante úmidas e abafadas. Trata-se de planta epífita, monopodial, com caule insignificante e efêmeras folhas rudimentares, cujas diversas inflorescências racemosas medem um centímetro e, no inverno, brotam diretamente de um nódulo na base de suas raízes. As flores são dísticas e externamente gladulosas; medem 3 mm; têm sépalas e pétalas livres e nectário na parte de trás do labelo.

## Publicação e histórico
- Dendrophylax filiformis (Sw.) Benth. ex Fawc., Prov. List Pl. Jamaica: 40 (1898).

Sinônimos homotípicos:
- Epidendrum filiforme Sw., Prodr. Veg. Ind. Occ.: 126 (1788).
- Limodorum filiforme (Sw.) Sw., Nova Acta Regiae Soc. Sci. Upsal. 6: 80 (1799).
- Angraecum filiforme (Sw.) Lindl., Gen. Sp. Orchid. Pl.: 248 (1833).
- Aeranthes filiformis (Sw.) Griseb., Fl. Brit. W. I.: 625 (1864).
- Campylocentrum filiforme (Sw.) Cogn. ex Kuntze, Revis. Gen. Pl. 3(2): 298 (1898).
- Harrisella filiformis (Sw.) Cogn. in I.Urban, Symb. Antill. 6: 687 (1910).
- Dendrophylax filiformis (Sw.) Carlsward & Whitten, Int. J. Pl. Sci. 164: 50 (2003), isonym.

Sinônimos heterotípicos:
- Aeranthes monteverdi Rchb.f., Flora 48: 279 (1865).
- Campylocentrum monteverdi (Rchb.f.) Rolfe, Orchid Rev. 11: 247 (1903).
- Harrisella monteverdi (Rchb.f.) Cogn. in I.Urban, Symb. Antill. 6: 687 (1910).
- Dendrophylax monteverdi (Rchb.f.) Ackerman & Nir, Lankesteriana 4: 53 (2004).